# Сююрю-Кая (пещера)
Пещера Сююрю-Кая (КН 179-2; укр. Печера Сююрю-Кая) — наибольшая коррозионно-гравитационная шахта Крыма, находится на Ай-Петринском массиве в седловине между Сююрю-Кая и Седамом, (Бахчисарайский район). 

## Описание
Протяжённость — 115 м, глубина — 100 м, площадь — 75 м², объем — 6000 м³, высота входа около 560 м, категория сложности — 2А.
Происхождение пещеры гравитационное, то есть это — обычная трещина, образовавшаяся при сползании отторженца Сююрю-Кая от массива Седам-кая.
Вход в нее расположен в мощном глыбовом развале, в основе гравитационного отторжения Сююрю-Кая на северном склоне массива, в долине реки Коккозка. Полость заложена по вскрытой трещине оседания, состоит из трех внутренних колодцев и шахт глубиной 20, 35 и 35 м, стены которых местами украшенные натеками. 
Заложена в массивных верхнеюрских известняках. Очень камнепадная, опасная для посещения. На промежуточных уступах, в трещинах в стенах и на дне — скопления глыб известняка. Воды нет.
Открыта и исследована в 1963 году Комплексной карстовой экспедицией АН УССР под руководством Г. С. Пантюхина.

## Ресурсы Интернета
- Перечень классифицированных пещер
- Пещера Сююрю-Кая